# ピエール・ニコル
ピエール・ニコル（Pierre Nicole、1625年10月19日 - 1695年11月16日）は、フランスの神学者、道徳哲学者であり、ポール・ロワイヤル学派に属するジャンセニストの中心人物の一人である。ブレーズ・パスカルと協力し、『プロヴァンシアル』の作成にも関与した。

## 生涯
ニコルはシャルトル近郊のシャロン＝シュル＝ロワールに生まれた。パリのソルボンヌ大学で神学を学び、1651年にアントワーヌ・アルノーと出会ったことをきっかけに、ジャンセニスム運動に深く関わるようになった。
1655年から、ニコルはポール・ロワイヤル修道院の「小学校」において教育活動に従事し、ラテン語や論理学の教科書を執筆した。彼は教育を宗教的・道徳的訓育と結びつけた実践において中心的役割を果たした。

## 主な業績
ニコルの代表的な著作は『道徳書簡集（Essais de morale）』（1671年以降）である。この書はキリスト教的道徳に関する随筆を集めたもので、当時のフランス社会において広く読まれた。
また、ブレーズ・パスカルとともに『プロヴァンシアル』（1656–1657年）の執筆に協力し、イエズス会に対する批判を通してジャンセニストの立場を擁護した。
さらに、アルノーと共著で出版した『論理学教程（La logique, ou l’art de penser）』（1662年）は、論理的思考を形式化した実用的な教科書として高く評価され、「ポール・ロワイヤル論理学」として知られた。これは19世紀まで広く使用された。

## 晩年と死
晩年のニコルは健康を害しながらも文筆活動を続け、1695年にパリで死去した。

## 評価
ピエール・ニコルは、道徳的厳格主義と明晰な表現によって、17世紀フランスの宗教的・哲学的議論に大きな影響を与えた。その著作はジャンセニスムの思想の普及に貢献したのみならず、後世の道徳哲学・論理学にも影響を与えたと評価されている。